# جواز سفر دومنيكاني
يتم إصدار جوازات السفر في جمهورية الدومينيكان لمواطني جمهورية الدومينيكان بغرض السفر إلى خارج البلاد. على الرغم من أن جوازات السفر الالكترونية بدأت تصدر منذ مايو 2004، الا انه لا يتم ترميز التفاصيل الالكترونية على جواز السفر وجواز السفر لا يحتوي على البطاقة الذكية. ونتيجة لذلك، جوازات السفر الالكترونية في جمهورية الدومينيكان لا تحمل «رقاقة داخل» رمز الجواز الإلكتروني .

## الجدل
في مايو 2001، قُبض على كم جونغ نام، الابن الأكبر للديكتاتور الكوري الشمالي كيم جونغ إيل، في مطار ناريتا الدولي في طوكيو باليابان، وكان يسافر بجواز سفر دومنيكاني مزور. واحتجزه مسؤولو الهجرة ثم رُحل إلى جمهورية الصين الشعبية. تسبب الحادث في قيام كيم جونغ إيل بإلغاء زيارة كانت مقررة للصين بسبب الإحراج الناجم عن الحادث.

## متطلبات التأشيرة
اعتبارًا من 7 يوليو 2021، كان لدى مواطني جمهورية الدومينيكان تأشيرة دخول أو تأشيرة عند الوصول إلى 70 دولة وإقليم، مما جعل جواز سفر جمهورية الدومينيكان يحتل المرتبة 79 من حيث حرية السفر، وفقًا لمؤشر هينلي لجوازات السفر.

## روابط خارجية
- الموقع الرسمي لجوازات السفر في جمهورية الدومينيكان